# Чхеидзе, Маргарита Дмитриевна
Маргари́та Дми́триевна Чхеи́дзе (род. 27 декабря 1930, Тбилиси, СССР) — советская и российская пианистка, солистка Москонцерта. Народная артистка Грузинской ССР. Заслуженная артистка РФ (2006). Ученица А. Б. Гольденвейзера.

## Биография
Из грузинской семьи с давними культурными традициями, Маргарита Чхеидзе проявила своё музыкальное дарование в раннем возрасте и в возрасте четырёх лет была принята в школу для особо одарённых детей в Тбилиси. Первое своё выступление на сцене Маргарита дала в пять лет. В девять лет исполнила I концерт Бетховена с оркестром под управлением народного артиста СССР Одиссея Димитриади, в 12 лет — «Блестящее Каприччио» Мендельсона с оркестром под управлением Александра Гаука.
По окончании музыкальной школы Маргарита была принята в Московскую Государственную Консерваторию имени П. И. Чайковского, где занималась под руководством знаменитого профессора, Александра Борисовича Гольденвейзера. Ещё будучи студенткой, Маргарита стала победительницей конкурса им. Моцарта в Зальцбурге (Австрия), затем — конкурса им. Бетховена, которым руководил Эмиль Гильельс. Маргарита удостоилась особой оценки Генриха Нейгауза за eё исполнение на конкурсе им. Шопена: «Услышав игру Чхеидзе, я понял, что Шопен ещё жив».
Окончив консерваторию с отличием, Чхеидзе включилась в активную концертную деятельность, гастролируя с большим успехом по территории бывшего Советского Союза и по Европе. Пианистка выступала в симфонических концертах под управлением немецкого дирижёра Ханса Петера Франка и американского дирижёра Томаса Майера, который после концерта писал пианистке: «Выступление с таким большим музыкантом было огромным событием в моей творческой жизни».
Маргарита Чхеидзе и по сей день выступает с концертами на сценах Москвы, Европы и Америки. Репертуар пианистки чрезвычайно обширен — от Баха и Скарлатти до современных композиторов. Вдумчивый художник, Чхеидзе особенно любит выступать с концертами, представляющими творчество одного или нескольких родственных по стилю авторов. Скарлатти, Моцарт, Бетховен, Шуман, Шопен, Рахманинов, Прокофьев — таков неполный перечень композиторов, которым она посвящает свои фортепианные «монографии».